# Ároktő
Ároktő este un sat în districtul Mezőcsát, județul Borsod-Abaúj-Zemplén, Ungaria, având o populație de 1.182 de locuitori (2011). 

## Demografie
Componența etnică a satului Ároktő
     Maghiari (76,19%)
     Romi (23,18%)
     Necunoscut (0,31%)
     Germani (0,31%)
     Alții (0,31%)
Componența confesională a satului Ároktő
     Romano-catolici (47,63%)
     Reformați (19,63%)
     Fără religie (4,82%)
     Greco-catolici (1,35%)
     Necunoscută (26,57%)
     Alte religii (0,51%)
Conform recensământului din 2011, satul Ároktő avea 1.182 de locuitori. Din punct de vedere etnic, majoritatea locuitorilor (76,19%) erau maghiari, cu o minoritate de romi (23,18%). Apartenența etnică nu este cunoscută în cazul a 0,31% din locuitori. Nu există o religie majoritară, locuitorii fiind romano-catolici (47,63%), reformați (19,63%), persoane fără religie (4,82%) și greco-catolici (1,35%). Pentru 26,57% din locuitori nu este cunoscută apartenența confesională.